# Fauske

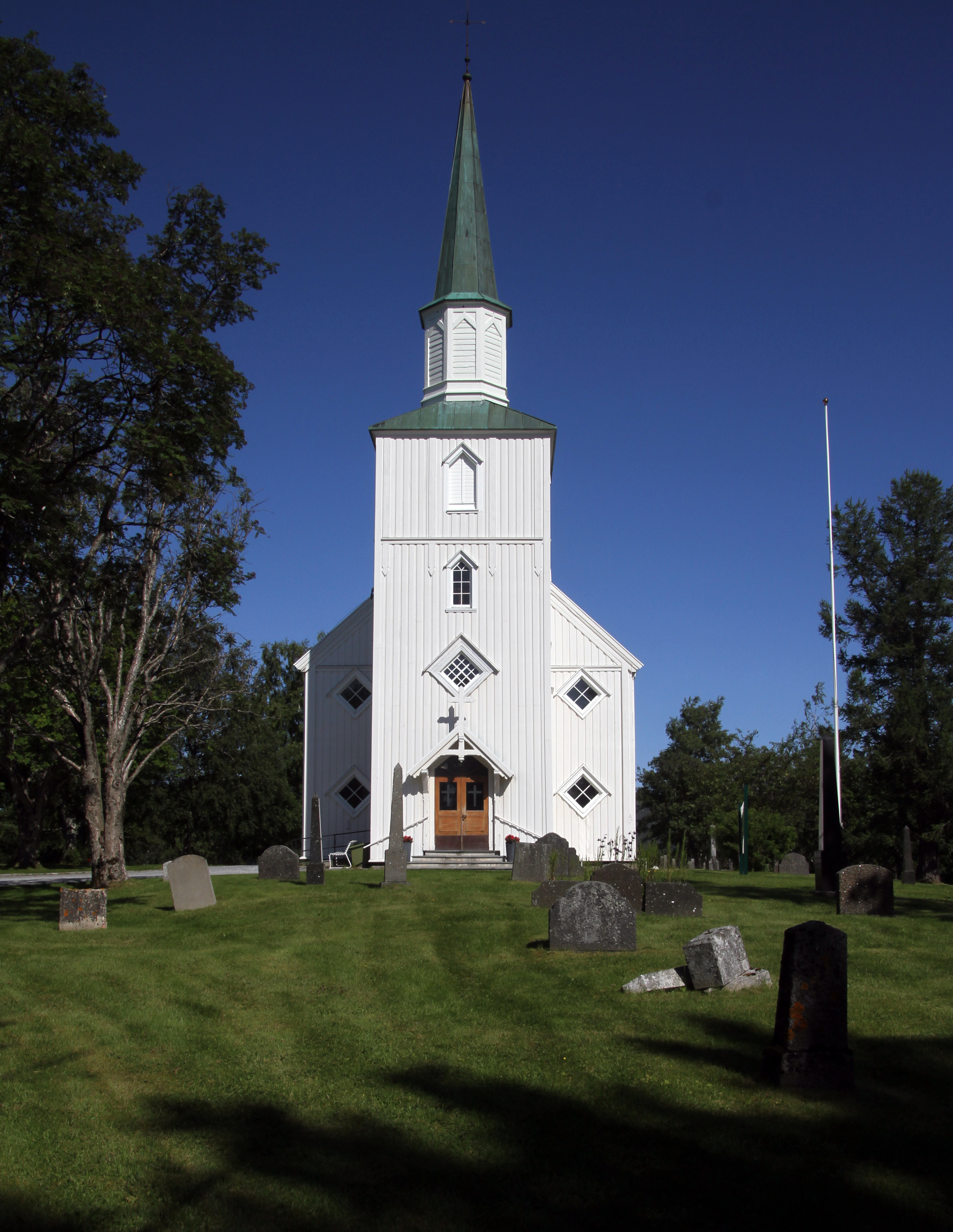
Iglesia de Fauske

Fauske es una ciudad y municipio que se encuentra en la provincia de Nordland, Noruega. Es parte de la región de Salten. El centro administrativo es la ciudad de Fauske con aproximadamente 6.000 habitantes. 
Fauske fue segregada del municipio de Skjerstad el 1 de enero de 1905. La ciudad fue declarada en 1998. La ciudad se encuentra en la orilla norte de Skjerstadfjorden. El municipio limita con Suecia en el este y los municipios de Sørfold al norte, Bodø al oeste, y Saltdal al sureste.